# Minarete de Jam
O Minarete e Ruínas Arqueológicas de Jam localiza-se no Distrito de Shahrak, Província de Ghor, ao oeste do Afeganistão. O Minarete de Jam é uma torre cilíndrica erguida de tijolos com 65 metros de altura e nove metros de diâmetro sobre uma base octogonal. Sua construção arquitetônica impressiona, com sua face externa ricamente talhada, esculpida, adornada e geometricamente elaborada. Foi erguido no ano de 1194 (Século XII) pelo Sultão Ghiyas-od-din (1153-1203) da Dinastia Ghurid.
Em 2002 o Comitê do Patrimônio Mundial em sua vigésima sexta sessão homologou a inscrição e declarou o Minarete e Ruínas Arqueológicas de Jam como Patrimônio Mundial. E já incluiu o sítio na Lista de Patrimônio Mundial em Perigo.
A paisagem arqueológica em redor de Jam inclui também as ruínas de um palácio, fortificações, um kiln de barro  e um cemitério judeu.